# Vartofta
Vartofta är en tätort i Falköpings kommun, knappt en mil sydost om Falköping. 

## Samhället
Vartofta är ett mindre samhälle med karaktär av villaförort. Där finns bland annat en biblioteksfilial och en 24-sju Snabbköp butik. Det finns också en hundmatsfabrik och en grundskola, F–9, och en förskola med fyra avdelningar.
Järnvägen Falköping–Nässjö, Jönköpingsbanan, passerar Vartofta, liksom de nedlagda linjerna Tidaholm–Vartofta och Vartofta–Åsarp. I egenskap av järnvägsknut hade då Vartofta en järnvägsstation.

## Näringsliv
Vartofta Buss bildades 1959 och fokuserade redan från första början på skolskjutsar. Under årens lopp har verksamheten har utökats och omfattar 17 bussar i varierande storlek, 1995 köpte företaget upp Skaraborgsresor. Förr var bussarna parkerade vid Vartoftas bensinmack, men numera kan man även se många av fordonen i den gamla fabriken vid Vartoftas norra infart.

## Föreningsliv
I Vartofta finns seniorföreningen SPF Seniorerna.

## Idrott
I Vartofta finns fotbollsklubben VSK Vartofta Sportklubb.

## Galleri

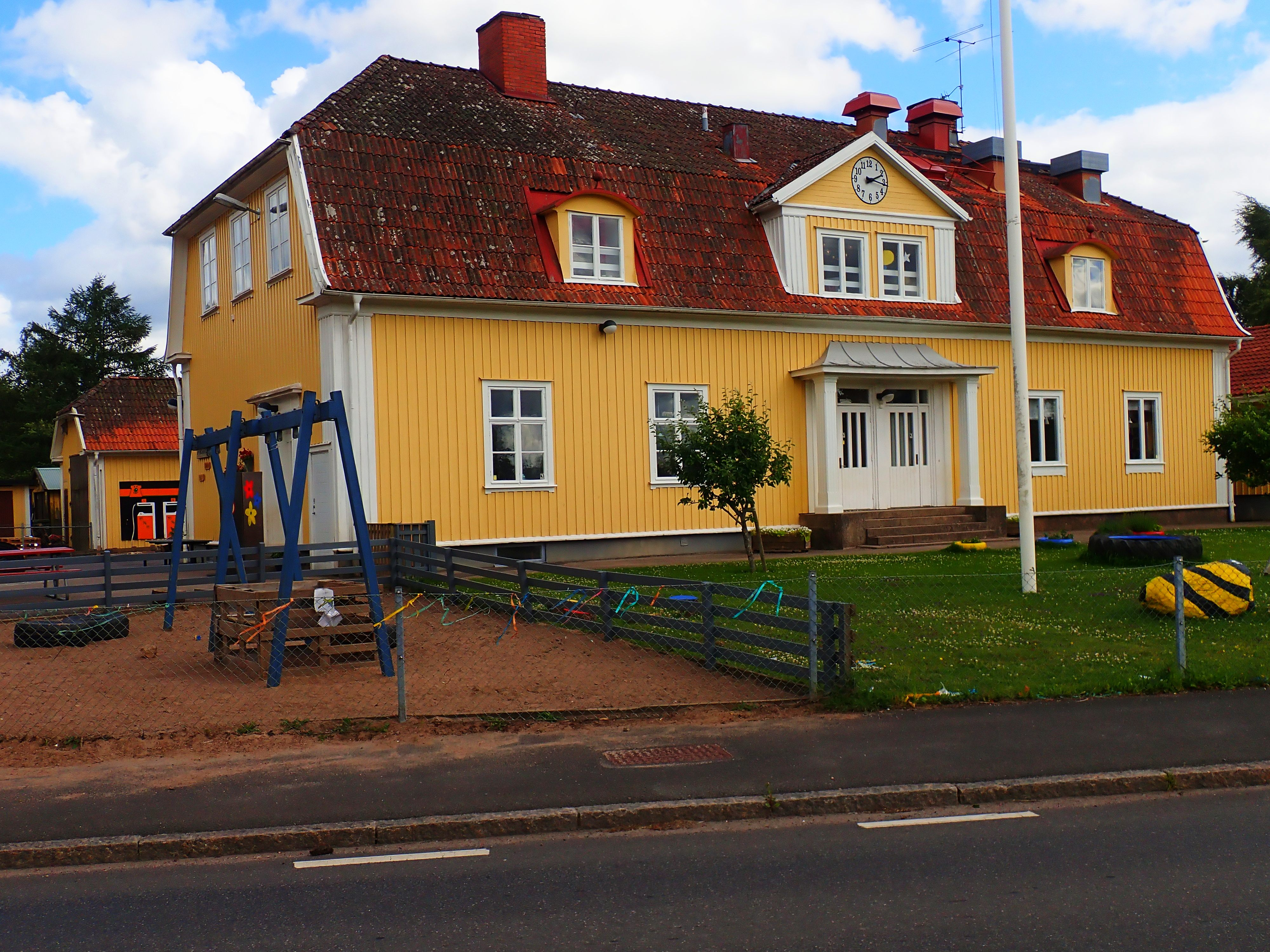
Vartofta förskola.
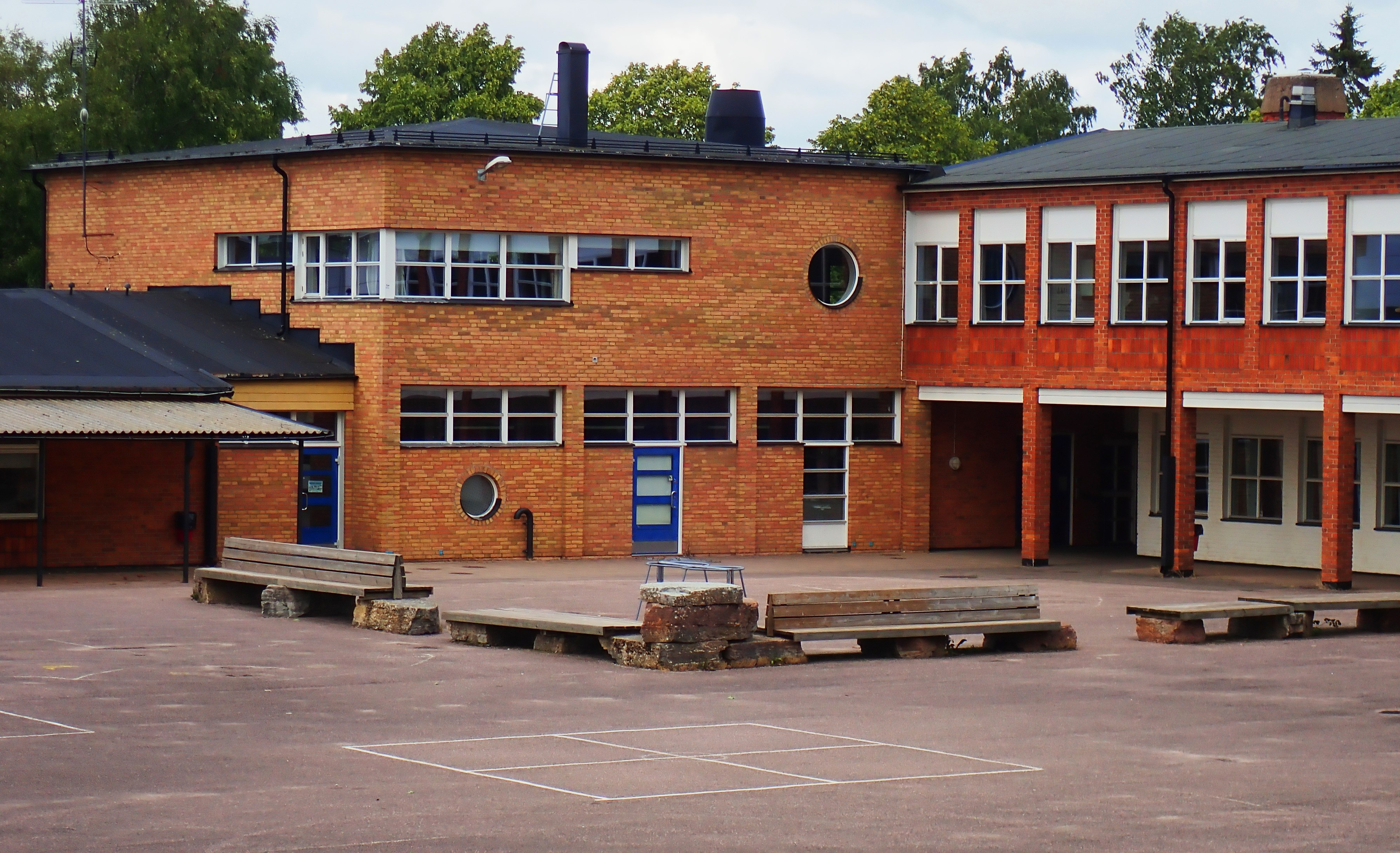
Grundskolan Vartoftaskolan.
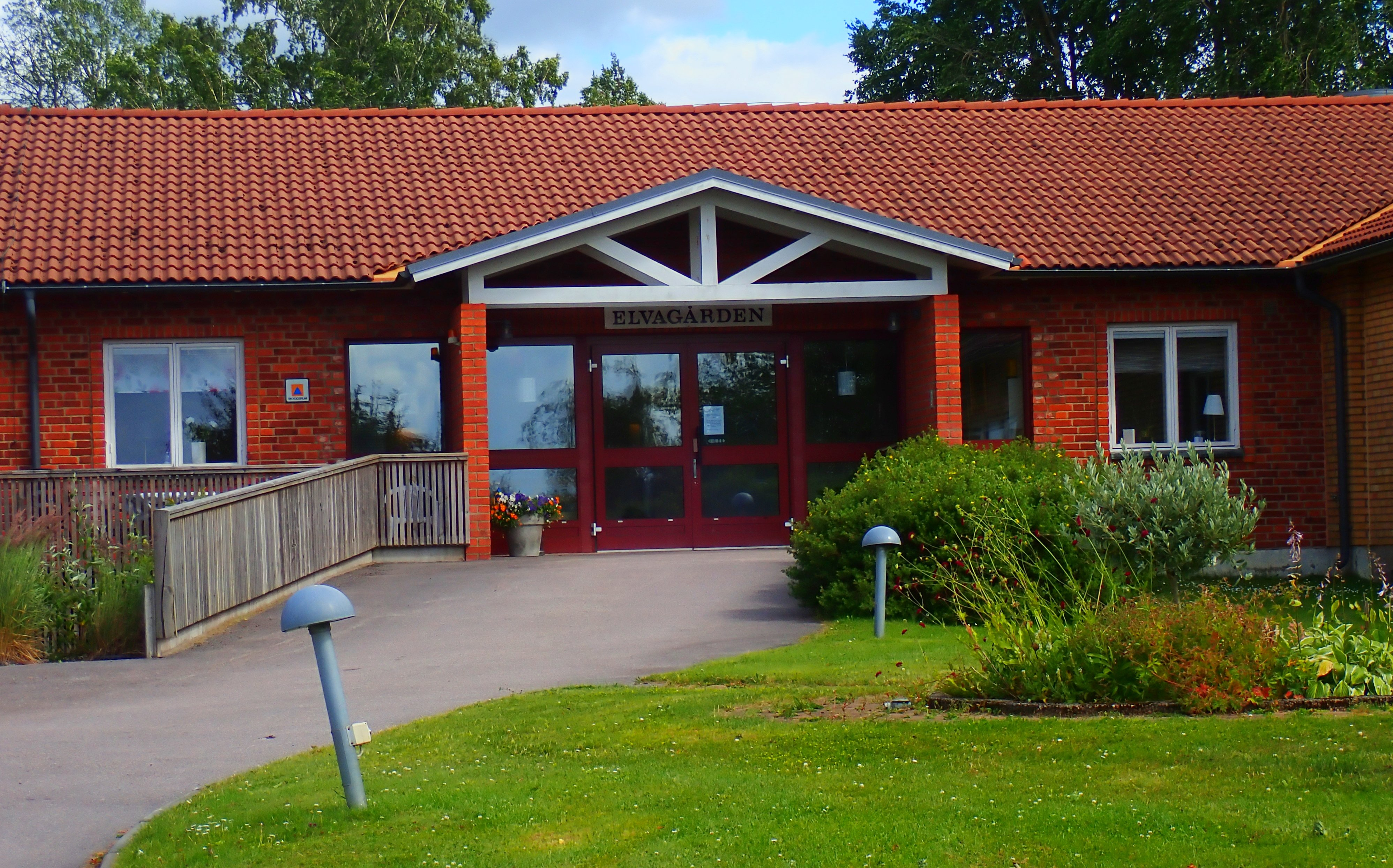
Ålderdomshemmet Elfagården har funnits på orten sedan mitten av 1900-talet.

## Bilder från äldre tider

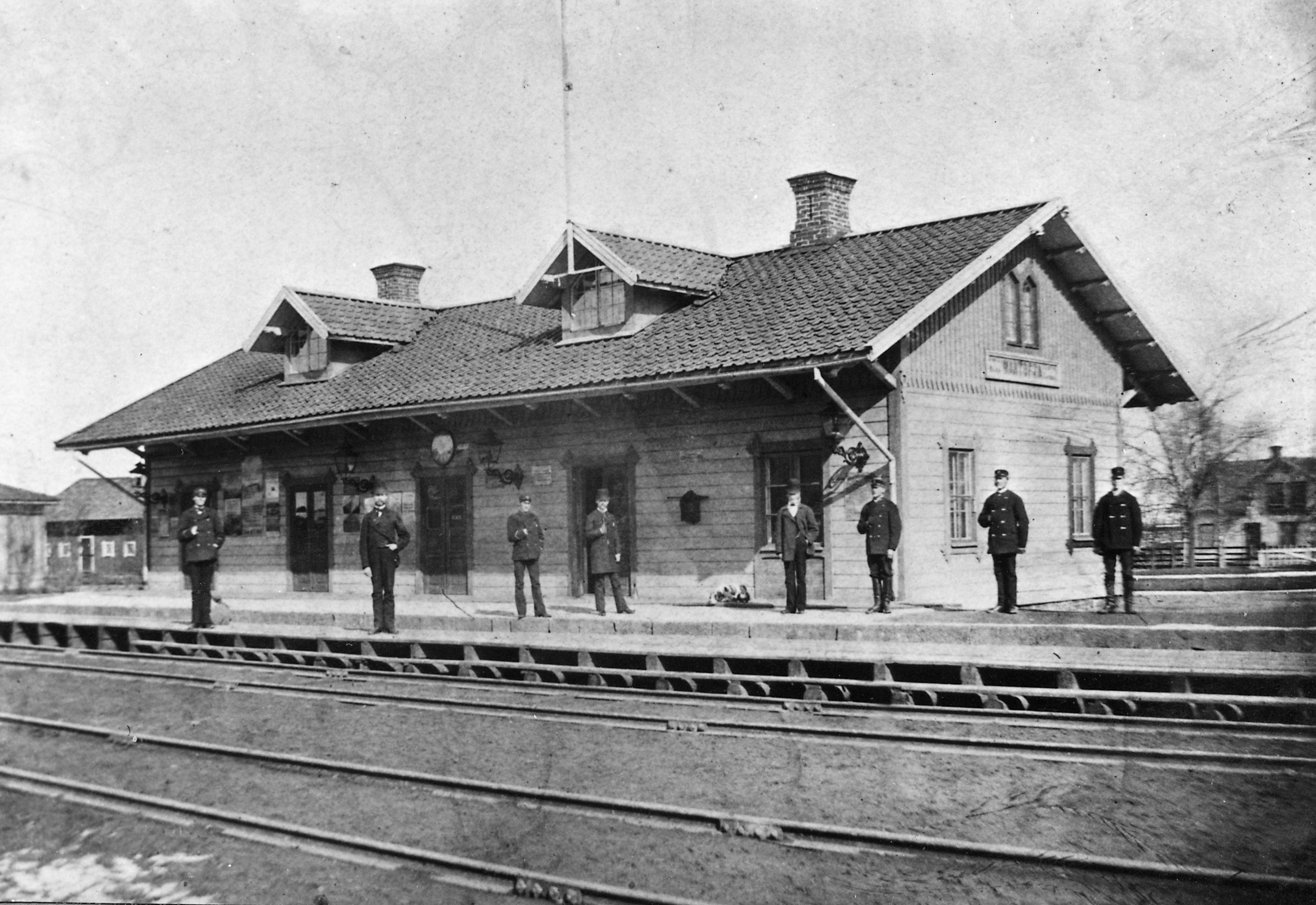
Järnvägsstationen 1879.
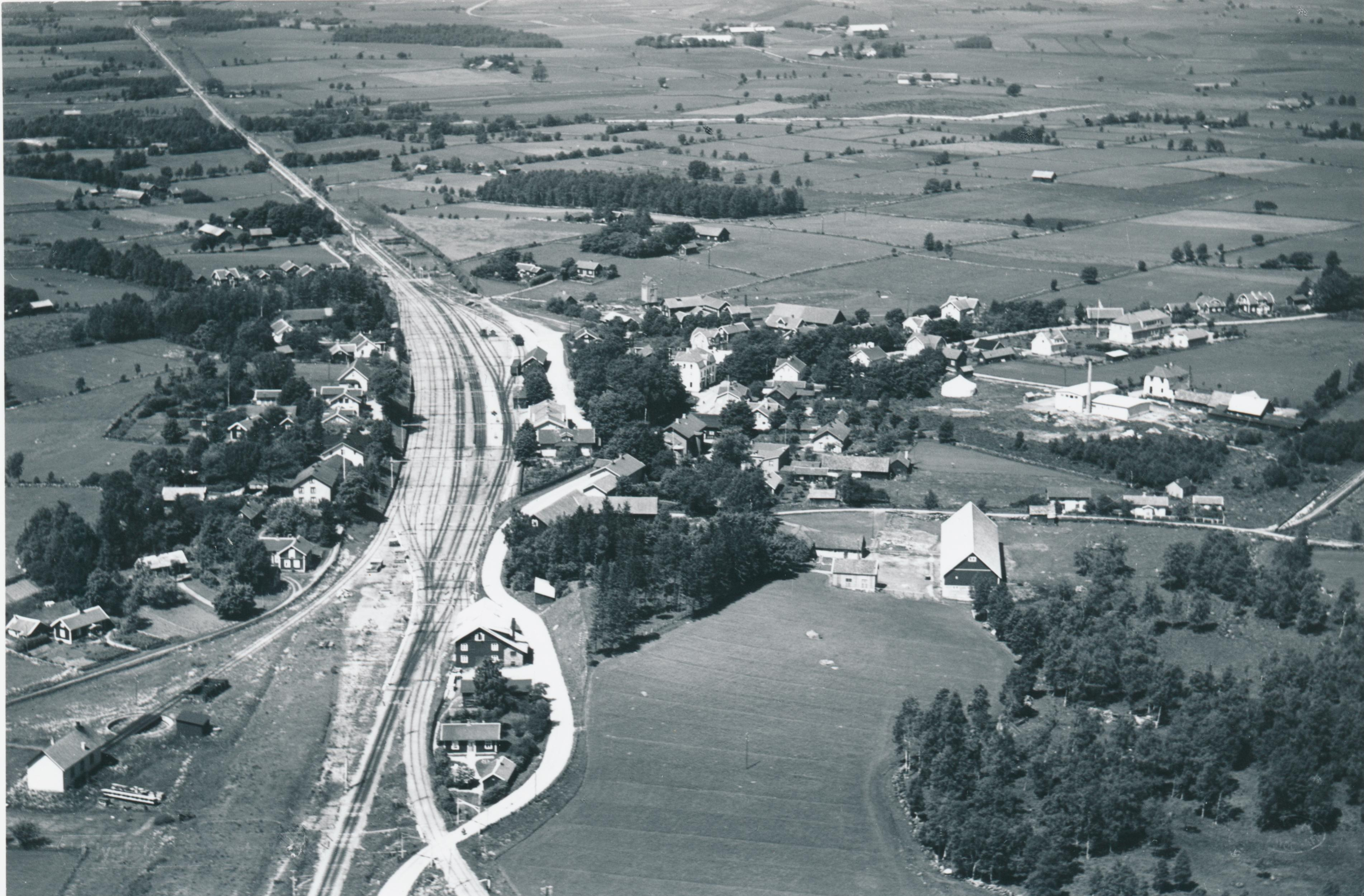
Flygfoto över bangården från 1930-talet.
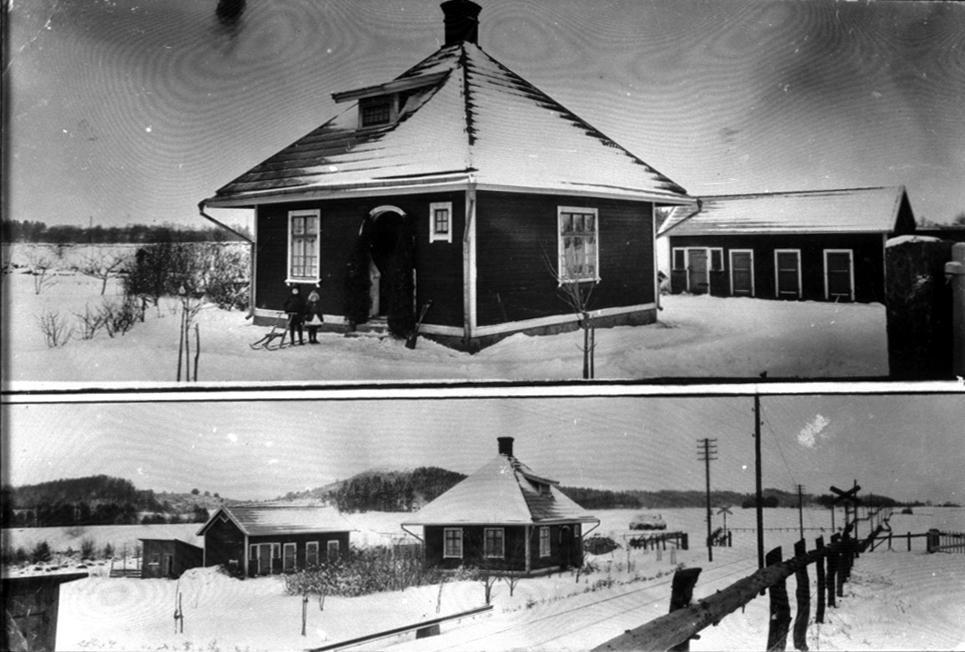
Banvaktarstugan.
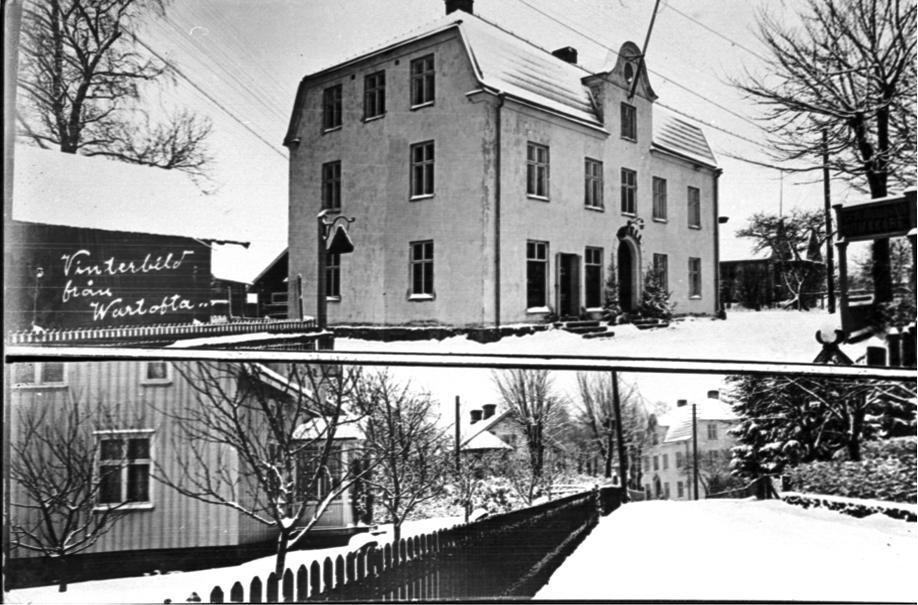
Vartofta hotell.

## Befolkningsutveckling
| Befolkningsutvecklingen i Vartofta 1960–2020 | Befolkningsutvecklingen i Vartofta 1960–2020 | Befolkningsutvecklingen i Vartofta 1960–2020 | Befolkningsutvecklingen i Vartofta 1960–2020 | Befolkningsutvecklingen i Vartofta 1960–2020 |
| -------------------------------------------- | -------------------------------------------- | -------------------------------------------- | -------------------------------------------- | -------------------------------------------- |
|                                              |                                              |                                              |                                              |                                              |
| År                                           |                                              |                                              | Folkmängd                                    | Areal (ha)                                   |
| 1960                                         | 1960                                         |                                              | 411                                          |                                              |
| 1965                                         | 1965                                         |                                              | 497                                          |                                              |
| 1970                                         | 1970                                         |                                              | 514                                          |                                              |
| 1975                                         | 1975                                         |                                              | 541                                          |                                              |
| 1980                                         | 1980                                         |                                              | 602                                          |                                              |
| 1990                                         | 1990                                         |                                              | 582                                          | 62                                           |
| 1995                                         | 1995                                         |                                              | 538                                          | 62                                           |
| 2000                                         | 2000                                         |                                              | 535                                          | 62                                           |
| 2005                                         | 2005                                         |                                              | 519                                          | 62                                           |
| 2010                                         | 2010                                         |                                              | 540                                          | 62                                           |
| 2015                                         | 2015                                         |                                              | 529                                          | 67                                           |
| 2020                                         | 2020                                         |                                              | 532                                          | 71                                           |
|                                              |                                              |                                              |                                              |                                              |